# 加巴羅山

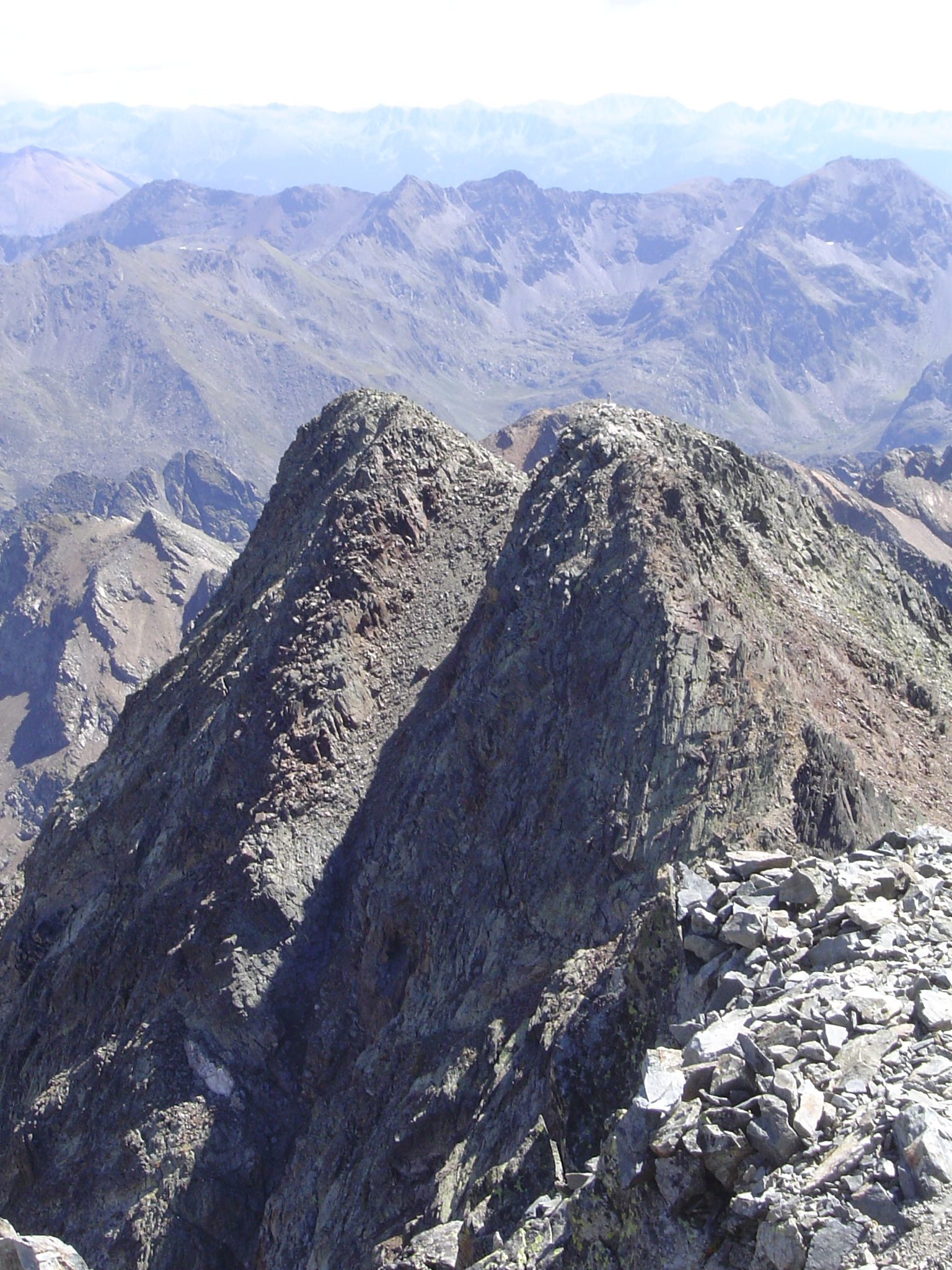

42°40′4″N 1°23′48″E / 42.66778°N 1.39667°E
加巴羅山（西班牙語：Punta de Gabarró），是歐洲的山峰，位於法國西南部阿列日省和西班牙東北部加泰羅尼亞之間，屬於比利牛斯山中蒙特卡爾姆山脈的一部分，海拔高度3,105米，山體由花崗岩組成。